# Unione Sportiva Alessandria Calcio 1983-1984
Questa pagina raccoglie le informazioni riguardanti l'Unione Sportiva Alessandria Calcio nelle competizioni ufficiali della stagione 1983-1984.

## Divise e sponsor
| 1ª divisa | 2ª divisa |

## Organigramma societario
Area direttiva
- Presidente: Gianmarco Calleri
- Coniglieri: Fernando Cerafogli, Mario Jacampo e Tommaso Vallenzasca

Area organizzativa
- Segretario: Gianfranco Coscia

Area tecnica
- Direttore sportivo: Teresio Gariazzo
- Allenatori: Amilcare Ferretti, dal 27 settembre Natalino Fossati, infine dal 23 marzo Antonio Colombo
- Allenatore in seconda: Giambattista Moschino

Area sanitaria
- Medico sociale: Luigi Mazza
- Massaggiatore: Sergio Viganò

## Rosa
| N. |                   | Ruolo | Calciatore          |
| -- | ----------------- | ----- | ------------------- |
|    | Italia (bandiera) | P     | Sandro Beccari      |
|    | Italia (bandiera) | P     | Renato Carraro      |
|    | Italia (bandiera) | D     | Luciano Battiston   |
|    | Italia (bandiera) | D     | Angelo Gregucci     |
|    | Italia (bandiera) | D     | Teodoro Lorenzo     |
|    | Italia (bandiera) | D     | Fabio Marangon (II) |
|    | Italia (bandiera) | D     | Emanuele Panizza    |
|    | Italia (bandiera) | D     | Antonio Perego      |
|    | Italia (bandiera) | D     | Claudio Rastelli    |
|    | Italia (bandiera) | D     | Roberto Santini     |
|    | Italia (bandiera) | D     | Franco Tommasi      |
|    | Italia (bandiera) | C     | Roberto Briata      |
|    | Italia (bandiera) | C     | Giancarlo Camolese  |

| N. |                   | Ruolo | Calciatore               |
| -- | ----------------- | ----- | ------------------------ |
|    | Italia (bandiera) | C     | Luigi Manueli            |
|    | Italia (bandiera) | C     | Rocco Pagano             |
|    | Italia (bandiera) | C     | Gabriele Roberto Zanella |
|    | Italia (bandiera) | C     | Roberto Salvadori        |
|    | Italia (bandiera) | C     | Pier Paolo Scarrone      |
|    | Italia (bandiera) | C     | Eugenio Sgarbossa        |
|    | Italia (bandiera) | A     | Norberto Cappellari      |
|    | Italia (bandiera) | A     | Maurizio Cavaglià        |
|    | Italia (bandiera) | A     | Ezio Cavagnetto          |
|    | Italia (bandiera) | A     | Fabio Fratena            |
|    | Italia (bandiera) | A     | Antonio Pistis           |
|    | Italia (bandiera) | A     | Oscar Valeri             |

## Risultati

### Serie C2

#### Girone di andata
| Alessandria 18 settembre 1983, ore 16:00 CEST 1ª giornata | Alessandria       | 0 – 0 referto | Pontedera | Stadio Giuseppe Moccagatta (5.056 spett.)\| Arbitro: \| Predieri (Varese) \| |
| Arbitro:                                                  | Predieri (Varese) |               |           |                                                                              |

| Calangianus 24 settembre 1983, ore 16:00 CEST 2ª giornata | Olbia            | 0 – 0 referto | Alessandria | Stadio Signora Chiara\| Arbitro: \| De Luca (Napoli) \| |
| Arbitro:                                                  | De Luca (Napoli) |               |             |                                                         |

| Arbitro: | Dalfovo (Trento) |

|                         |           |  |
| Scarrone 10’ Pistis 72’ | Marcatori |  |

| Arbitro: | Cornieti (Forlì) |

|            |           |  |
| Palazzi 1’ | Marcatori |  |

| Alessandria 16 ottobre 1983, ore 15:00 CET 5ª giornata | Alessandria         | 0 – 0 referto | Spezia | Stadio Giuseppe Moccagatta (3.529 spett.)\| Arbitro: \| Cazzamalli (Milano) \| |
| Arbitro:                                               | Cazzamalli (Milano) |               |        |                                                                                |

| Arbitro: | Gabbrielli (Prato) |

|  |           |              |
|  | Marcatori | 20’ Gregucci |

| Arbitro: | Bruschini (Firenze) |

|                |           |             |
| Piras 25’, 70’ | Marcatori | 21’ Fratena |

| Arbitro: | D'Innocenzo (Ciampino) |

|                |           |            |
| Cavagnetto 51’ | Marcatori | 28’ Pillon |

| Arbitro: | Greco (Lecce) |

|  |           |                          |
|  | Marcatori | 44’ Fratena 64’ Scarrone |

| Arbitro: | Calafiore (Brescia) |

|                             |           |                    |
| Cavagnetto 39’ Scarrone 84’ | Marcatori | 71’ (rig.) Dainese |

| Arbitro: | Bin (Torino) |

|  |           |              |
|  | Marcatori | 40’ Scarrone |

| Arbitro: | Isola (Parma) |

|                                                   |           |  |
| Cavagnetto 24’ Sgarbossa 85’ Ottaviani 89’ (aut.) | Marcatori |  |

| Arbitro: | Fiorenza (Siena) |

|               |           |                 |
| Quattrini 51’ | Marcatori | 35’ Marangon II |

| Arbitro: | Bettini (Forlì) |

|                       |           |  |
| Cavagnetto 58’ (rig.) | Marcatori |  |

| Arbitro: | Barbaraci (Cagliari) |

|             |           |            |
| Manueli 59’ | Marcatori | 50’ Redomi |

| Arbitro: | Frigerio (Milano) |

|            |           |                          |
| Liucci 18’ | Marcatori | 31’ Fratena 33’ Camolese |

| Arbitro: | Fassari (Catania) |

|                             |           |                     |
| Camolese 28’ Cavagnetto 50’ | Marcatori | 90’ (rig.) Barducci |

#### Girone di ritorno
| Arbitro: | Baroni (Macerata) |

|               |           |                    |
| Pelati D'Urso | Marcatori | Sgarbossa Gregucci |

| Arbitro: | De Santis (Treviso) |

|                     |           |  |
| Sarritzu 45’ (aut.) | Marcatori |  |

| Arbitro: | Felicani (Bologna) |

|             |           |  |
| Paolini 69’ | Marcatori |  |

| Arbitro: | Greco (Lecce) |

|  |           |                             |
|  | Marcatori | 13’, 51’ Palazzi 84’ Araldi |

| Arbitro: | Betti (Siena) |

|            |           |  |
| Pistis 53’ | Marcatori |  |

| Arbitro: | Ronchetti (Modena) |

|                            |           |                  |
| Gregucci 34’ Sgarbossa 55’ | Marcatori | 46’ Piga 87’ Cau |

| Arbitro: | Frigerio (Milano) |

|                      |           |  |
| Venturini 22’ (rig.) | Marcatori |  |

| Arbitro: | Scalise (Bologna) |

|                      |           |  |
| Farinelli 26’ (rig.) | Marcatori |  |

| Arbitro: | Quartuccio (Torre Annunziata) |

|                                      |           |              |
| Manueli 14’ Fratena 21’ Cavaglià 86’ | Marcatori | 26’ Di Croce |

| Arbitro: | Alfonso (Alghero) |

|             |           |                    |
| Luccini 71’ | Marcatori | 65’ (rig.) Manueli |

| Arbitro: | Padovan (Gorizia) |

|                    |           |           |
| Manueli 58’ (rig.) | Marcatori | 29’ Croci |

| 29 aprile 1984 29ª giornata | Sant'Elena Quartu | – (n.d.) referto | Alessandria |  |

| Arbitro: | Cerina (Cagliari) |

|                |           |  |
| Cavagnetto 36’ | Marcatori |  |

| Arbitro: | Moschet (Conegliano) |

|                               |           |                                     |
| Zaccheddu 62’ (rig.) Soda 85’ | Marcatori | 10’ Scarrone 23’ Lorenzo 84’ Pistis |

| Arbitro: | Nepi (Ascoli Piceno) |

|              |           |              |
| Pierozzi 32’ | Marcatori | 65’ Cavaglià |

| Arbitro: | Satariano (Palermo) |

|              |           |  |
| Cavaglià 26’ | Marcatori |  |

| Arbitro: | Pegoretti (Trento) |

|             |           |                          |
| Paesano 31’ | Marcatori | 11’ Pistis 76’ Sgarbossa |

### Coppa Italia Serie C

#### Fase eliminatoria a gironi
| Arbitro: | Dal Forno (Ivrea) |

|                                                       |           |  |
| Gregucci 39’ Cavaglià 60’ Manueli 69’ Marangon II 71’ | Marcatori |  |

| Arbitro: | Tarantola (Genova) |

|                        |           |             |
| Grossi 35’ Spollon 78’ | Marcatori | 71’ Manueli |

| Arbitro: | Baldacci (Torino) |

|                |           |             |
| Riccardino 50’ | Marcatori | 34’ Manueli |

| Arbitro: | Albertini (Voghera) |

|           |           |              |
| Belli 23’ | Marcatori | 12’ Scarrone |

| Arbitro: | Falca (Pinerolo) |

|                                                     |           |             |
| G. Frara 30’ (aut.) Cavaglià 41’ Manueli 78’ (rig.) | Marcatori | 63’ Spollon |

| Arbitro: | Tarallo (Como) |

|                           |           |  |
| Gregucci 60’ Scarrone 68’ | Marcatori |  |

#### Fase finale
| Arbitro: | Cesca (Latisana) |

|                                |           |                                                     |
| Salsano 17’ Di Pietropaolo 56’ | Marcatori | 33’ Gregucci 46’ Marangon II 64’ Fratena 66’ Pagano |

| Arbitro: | Strada (Abbiategrasso) |

|                                                 |           |                          |
| Pistis 68’, 87’ Fratena 80’ Scarrone 84’ (rig.) | Marcatori | 18’ P. Frara 67’ Ascagni |

| Arbitro: | Dal Forno (Ivrea) |

|                          |           |            |
| Scienza 18’ Musiello 34’ | Marcatori | 45’ Pistis |

| Arbitro: | Tarantola (Genova) |

|                 |           |                                    |
| Marangon II 78’ | Marcatori | 54’ (aut.) Marangon II 77’ Masuero |

## Statistiche

### Statistiche di squadra
| Competizione         | Punti | In casa | In casa | In casa | In casa | In casa | In casa | In trasferta | In trasferta | In trasferta | In trasferta | In trasferta | In trasferta | Totale | Totale | Totale | Totale | Totale | Totale | DR  |
| Competizione         | Punti | G       | V       | N       | P       | Gf      | Gs      | G            | V            | N            | P            | Gf           | Gs           | G      | V      | N      | P      | Gf     | Gs     | DR  |
| -------------------- | ----- | ------- | ------- | ------- | ------- | ------- | ------- | ------------ | ------------ | ------------ | ------------ | ------------ | ------------ | ------ | ------ | ------ | ------ | ------ | ------ | --- |
| Serie C2             | 41    | 16      | 9       | 6       | 1       | 19      | 11      | 16           | 6            | 5            | 5            | 17           | 15           | 32     | 15     | 11     | 6      | 36     | 26     | +10 |
| Coppa Italia Serie C |       | 5       | 4       | 0       | 1       | 14      | 5       | 5            | 1            | 2            | 2            | 8            | 8            | 10     | 5      | 2      | 3      | 22     | 13     | +9  |
| Totale               | -     | 21      | 13      | 6       | 2       | 33      | 16      | 21           | 7            | 7            | 7            | 25           | 23           | 42     | 20     | 13     | 9      | 58     | 39     | +19 |

### Statistiche dei giocatori[3]
| Giocatore        | Serie C2 | Serie C2 | Coppa Italia Serie C | Coppa Italia Serie C | Totale   | Totale |
| Giocatore        | Presenze | Reti     | Presenze             | Reti                 | Presenze | Reti   |
| ---------------- | -------- | -------- | -------------------- | -------------------- | -------- | ------ |
| L. Battiston     | 26       | 0        | 5                    | 0                    | 31       | 0      |
| S. Beccari       | 1        | -1       | 4                    | -8                   | 5        | -9     |
| R. Briata        | 6        | 0        | -                    | -                    | 6        | 0      |
| G. Camolese      | 32       | 2        | 3                    | 0                    | 35       | 2      |
| N. Cappellari    | 2        | 0        | 4                    | 0                    | 6        | 0      |
| R. Carraro       | 31       | -25      | 6                    | -5                   | 37       | -30    |
| M. Cavaglià      | 17       | 2        | 10                   | 2                    | 27       | 4      |
| E. Cavagnetto    | 21       | 5        | 2                    | 0                    | 23       | 5      |
| F. Fratena       | 30       | 4        | 6                    | 2                    | 36       | 6      |
| A. Gregucci      | 24       | 3        | 7                    | 3                    | 31       | 6      |
| T. Lorenzo       | 9        | 1        | 8                    | 0                    | 17       | 1      |
| L. Manueli       | 24       | 4        | 10                   | 4                    | 34       | 8      |
| F. Marangon (II) | 26       | 1        | 10                   | 3                    | 36       | 4      |
| R. Pagano        | 20       | 1        | 7                    | 1                    | 27       | 2      |
| E. Panizza       | 2        | 0        | -                    | -                    | 2        | 0      |
| R. Pasino        | 1        | 0        | -                    | -                    | 1        | 0      |
| A. Perego        | 23       | 0        | 3                    | 0                    | 26       | 0      |
| A. Pistis        | 23       | 4        | 3                    | 3                    | 26       | 7      |
| C. Rastelli      | 9        | 0        | 6                    | 0                    | 15       | 0      |
| R. Salvadori     | 13       | 0        | 7                    | 0                    | 20       | 0      |
| R. Santini       | 14       | 0        | 9                    | 0                    | 23       | 0      |
| P.P. Scarrone    | 27       | 4        | 8                    | 3                    | 35       | 7      |
| E. Sgarbossa     | 29       | 4        | 9                    | 0                    | 38       | 4      |
| F. Tommasi       | -        | -        | 1                    | 0                    | 1        | 0      |
| O. Valeri        | 2        | 0        | 1                    | 0                    | 3        | 0      |